# ISO 19115
Lo standard ISO 19115 dal 2014 numerato come ISO 19115-1 Geographic information — Metadata — Part 1: Fundamentals in Italia UNI EN ISO 19115-1 Informazioni geografiche - Metadati - Parte 1: Fondamenti, fa parte degli standard prodotti da ISO/TC211 e definisce gli schemi necessari per descrivere le informazioni geografiche ed i servizi, e fornisce informazioni relative all'identificazione, l'estensione, la qualità, gli schemi temporali e spaziali, i riferimenti spaziali e la distribuzione di dati geografici numerici. l'attuale edizione ISO in vigore è quella pubblicata ad aprile 2014.
Nell'anno 2009 fu inoltre pubblicato lo standard ISO 19115-2 Informazioni geografiche - Metadati - Parte 2: Estensioni per l'acquisizione e l'elaborazione successivamente aggiornato a gennaio 2019.

## Scopo e applicazione
Lo standard si applica: 
- alla catalogazione di dati (dataset), attività di clearinghouse, descrizione completa dei dati;
- a dati geografici, serie di dati geografici e caratteristiche geografiche singole e proprietà delle caratteristiche;

e definisce:
- sezioni di metadati obbligatorie e condizionali, entità di metadati ed elementi di metadati;
- l'insieme minimo di elementi (core metadata) richiesti dalla gamma completa di applicazioni di metadati (scoperta dei dati, determinazione della pertinenza per l'uso, accesso ai dati, trasferimento dei dati e uso dei dati numerici);
- elementi opzionali di metadati per consentire una più estesa descrizione standard dei dati geografici, se richiesto;
- un metodo per estendere i metadati per rispondere a richieste specialistiche.

Benché lo standard ISO9115 si applichi ai dati geografici rappresentati numericamente, i principi definiti possono essere estesi a molteplici forme di dati geografici quali mappe, carte e documenti testuali.
Alcuni elementi di metadati obbligatori potrebbero non essere applicabili ad altre forme di dati.

## Insieme minimo degli elementi (core metadata)
Lo standard prevede un insieme minimo di elementi, alcuni obbligatori (M=Mandatory), altri condizionali (C=Conditional), altri ancora opzionali ma comunque raccomandati (O=Optional).
Titolo del dataset/Dataset title (M))Titolo con cui sono identificati i dati
Data di riferimento del dataset/Dataset reference date (M))Data di riferimento dei dati: può essere di creazione, pubblicazione o revisione
Responsabile del dataset/Dataset responsible party (O))Descrizione del responsabile della risorsa e delle modalità di contatto
Localizzazione geografica del dataset (quattro coordinate o identificatore geografico)/Geographic location of the dataset (by four coordinates or by geographic identifier) (C))Estensione geografica dei dati
Lingua del dataset/Dataset language (M))Linguaggio utilizzato per i dati
Set di caratteri del dataset/Dataset character set (C))Nome dello standard del set di caratteri utilizzato per i dati
Tema/Dataset topic category (M))Tema o argomento a cui si riferiscono i dati
Risoluzione spaziale del dataset/Spatial resolution of the dataset (O))Fattore che fornisce la comprensione generale della densità dei dati nel dataset (livello di dettaglio espresso come la scala di un equivalente mappa cartacea oppure come risoluzione geometrica al suolo)
Descrizione del dataset/Abstract describing the dataset (M))Breve testo di descrizione del contenuto della risorsa descritta
Formato di distribuzione/Distribution format (O))Descrizione del formato con cui i dati sono distribuiti
Altre informazioni sull'estensione (verticale o temporale) del dataset/Additional extent information for the dataset (vertical and temporal) (O))Ulteriori informazioni sull'estensione verticale, planimetrica e temporale dei dati
Tipo di rappresentazione spaziale/Spatial representation type (O))Metodo di rappresentazione spaziale dei dati (es: vettoriale)
Sistema di riferimento/Reference system (O))Informazioni sul sistema di riferimento dei dati
Genealogia / Lineage (O)Testo descrittivo della "genealogia" dei dati
Risorsa on-line/On-line resource (O))Riferimento online delle fonti dei dati e/o le specifiche e/o il profilo di metadati usato
Identificatore del file di metadati/Metadata file identifier (O))Identificatore univoco del file di metadato
Nome dello standard del metadato/Metadata standard name (O))Nome dello standard (incluso il nome del profilo) di metadati utilizzato
Versione dello standard del metadato/Metadata standard version (O))Versione dello standard/profilo utilizzato
Lingua del metadato/Metadata language (C))Linguaggio utilizzato per i metadati
Set di caratteri del metadato/Metadata character set (C))Nome dello standard del set di caratteri utilizzato per i metadati
Punto di contatto del metadato/Metadata point of contact (M))Soggetto responsabile per la gestione del metadato
Data del metadato/Metadata date stamp (M))Data di creazione o aggiornamento del metadato

## Implementazione in Italia
La norma italiana UNI-EN-ISO 19115 è la versione ufficiale (in lingua inglese) dello standard (edizione 2018).
Il Codice dell'amministrazione digitale ha istituito presso l'Agenzia per l'Italia digitale (ex-DigitPA) il Repertorio nazionale dei dati territoriali: il Repertorio implementa la norma UNI-EN-ISO 19115, ed è finalizzato ad agevolare la conoscenza dei dati di interesse generale disponibili presso le pubbliche amministrazioni a livello nazionale, regionale e locale.
Il regolamento per il RNDT individua, in particolare, l'insieme minimo di elementi di metadati (Core Metadata) valido per le diverse tipologie di dati territoriali esistenti presso le PP.AA., che dovranno essere documentati nel Repertorio nazionale, e definisce la struttura concettuale dei metadati. Tale regolamento è stato emanato con il D.M. 10 novembre 2011 pubblicato nella Gazzetta Ufficiale n. 48 del 27/02/2012 - Supplemento ordinario n. 37.

## Caratteristiche
Il 19115 è uno standard "astratto", che si limita a specificare quali elementi devono essere considerati come set minimo (core) e quali opzionali, ma non specifica come questi elementi devono essere trattati per garantire interoperabilità tra sistemi diversi di gestione metadati.
Le caratteristiche principali dello standard ISO19115 rispetto ad altri standard usati per i metadati geografici sono:
- struttura UML
- XML
- multilinguismo
- possibilità di creare profili
- definizione di un minimo comune (core)
- metadati multilivello
- integrazione con altri standard ISO

L'obiettivo di fondo di ISO 19115 è la possibilità di supportare l'interoperabilità attraverso relazioni strutturate tra gli elementi che lo compongono, il richiamo ad elementi di altri standard della serie 19100, grazie all'adozione di UML come linguaggio (standard) per la modellazione, e di XML come formato (standard) per la realizzazione e l'interscambio machine-to-machine dei metadati.
ISO 19115 individua anche un insieme minimo di metadati (core Metadata) necessario per descrivere un dataset, e fornisce una serie di "liste" di valori predefinite:
- Enumeration: lista chiusa di valori
- Codelist: lista incrementabile (o comunque "personalizzabile") di valori

L'uso di codelist predefinite e l'integrazione con altri standard ISO (per esempio ISO 639 per la codifica delle lingue, o ISO 3166-1 per la codifica dei paesi) rende ISO 19115 uno standard abbastanza flessibile nell'applicazione pratica.
Il profilo core rappresenta il nucleo base che deve essere assicurato per garantire l'omogeneità a livello internazionale; questo nucleo può essere ampliato a seconda delle esigenze, definendo obbligatori alcuni elementi considerati opzionali nel core, oppure restringendo o allungando la codelist di valori di un determinato elemento (es. le restrizioni all'uso di dati), oppure creando nuove codelist.
Infine, una grande peculiarità è la possibilità di applicare il modello di metadati a livello di singolo dataset, oppure ad un'aggregazione di dataset (serie), o ancora a livello di singola feature geografica.

## Modello
Il modello dello standard ISO19115 suddivide l'elenco degli oltre 200 elementi (che possono essere obbligatori, opzionali o condizionati) in sezioni o "pacchetti".
Ogni pacchetto contiene una o più entità (o classi) che possono, a loro volta, essere divise in sottoclassi o aggregate in superclassi.  Le entità contengono gli elementi che identificano l'unità dei metadati. Ogni entità può avere diverse relazioni logiche con le altre entità.

## Formato XML
Sin dall'inizio dell'attività sul 19115, il TC211 si era posto il problema di come strutturare un metadato "XML conforme", cioè la grammatica da seguire per poter generare XML che fossero standard non solo nel contenuto ma anche nella propria struttura.
Inizialmente, nella versione Draft di ISO19115, era stato proposto un DTD (Document Type Definition) contenuto nel testo stesso dello standard.
Questo DTD, tuttavia, non venne mantenuto nella versione successiva del 19115: nella versione Final Draft, infatti, l'intero Allegato F non venne riproposto, e quindi anche la versione finale (IS) dello standard ne è priva.
Così, all'interno del ISO/TC211 è stato attivato il progetto ISO/TS 19139 per la definizione di Schemi XML (XSD, non previsti nell'ISO 19115).

## Cronologia
| Anno | Descrizione               |  |
| ---- | ------------------------- |  |
| 2003 | ISO 19115 (1ª Edizione)   |  |
| 2014 | ISO 19115-1 (2ª Edizione) |  |